# Pelga (Pouytenga)
Pour les articles homonymes, voir Pelga.
Pelga est une localité située dans le département de Pouytenga de la province de Kouritenga dans la région Centre-Est au Burkina Faso.

## Géographie
Pelega est un village.